# Lomographa subspersata
Lomographa subspersata är en fjärilsart som beskrevs av Eugen Wehrli 1939. Lomographa subspersata ingår i släktet Lomographa och familjen mätare. Inga underarter finns listade i Catalogue of Life.